# برينت موريل
برينت موريل (بالإنجليزية: Brent Morel)‏ هو لاعب كرة قاعدة أمريكي، ولد في 21 أبريل 1987 في بيكرسفيلد في الولايات المتحدة.

## وصلات خارجية
- برينت موريل على موقع دوري كرة القاعدة الرئيسي (الإنجليزية)
- برينت موريل على موقع الدوري الياباني لكرة القاعدة (الإنجليزية)
- برينت موريل على موقعبيزبول رفرنس.كوم (الدوري الرئيسي) (الإنجليزية)
- برينت موريل على موقعبيزبول رفرنس.كوم (الدوري الثانوي) (الإنجليزية)
- برينت موريل على موقع إي إس بي إن.كوم (أم.أل.بي) (الإنجليزية)
- برينت موريل على موقع مشجعي الرسوم البيانية (الإنجليزية)